# Mörbylånga socken
Mörbylånga socken på Öland ingick i Algutsrums härad, ingår sedan 1971 i Mörbylånga kommun och motsvarar från 2016 Mörbylånga distrikt i Kalmar län.
Socknens areal är 34,99 kvadratkilometer allt land. År 2000 fanns här 1 959 invånare. Tätorten Mörbylånga med kyrkbyn Mörbylånga by och sockenkyrkan Mörbylånga kyrka ligger i socknen. 

## Administrativ historik
Dateringen av Mörbylånga sockenkyrkas äldsta delar är osäker, men en stenkyrka fanns redan då dess torn byggdes omkring 1200. I skriftliga källor omtalas socken första gången i ett odaterat brev omkring 1320 och ett daterat från 1346.
Mörbylånga socken tillhörde Hulterstads härad fram till omkring 1720, då häradet upplöstes och Mörbylånga överfördes till Algutsrums härad.
Vid kommunreformen 1862 övergick socknens ansvar för de kyrkliga frågorna till Mörbylånga församling och för de borgerliga frågorna till Mörbylånga landskommun. Friköpingen (municipalköpingen) Mörbylånga fanns då där sedan 1820 och utbröts 1881 för att bilda Mörbylånga köping. Denna senare återgick till en utökad Mörbylånga landskommun 1952 vilken 1971 ombildades till Mörbylånga kommun. Församlingen uppgick 2002 i Mörbylånga-Kastlösa församling.
1 januari 2016 inrättades distriktet Mörbylånga, med samma omfattning som församlingen hade 1999/2000.  
Socknen har tillhört samma fögderier och domsagor som Algutsrums härad. De indelta båtsmännen tillhörde 2:a Ölands båtsmankompani.

## Geografi
Mörbylånga socken ligger vid västra kusten av Öland. Socknen består av bördig jord nedanför den branta landborgen och alvar ovan denna.

## Fornminnen
Många järnåldersgravar med domarringar vid Bårby och Risinge. Vi Bårby finns även en fornborg (Bårby- eller Borgbyberg). Flera runristningar  är kända varav alla utom en, Ölands runinskrifter KALM1982;57, numera är försvunna.

## Namnet
Namnet (1283 Myriby, 1412 Möreby langa), taget från kyrkbyn, består av ett förled mör, myr, mosse, kärr och ett mellanledet by Efterledet långa som tillkom för att särskilja från Mörbylilla i Ventlinge socken.

## Befolkningsutveckling
| Befolkningsutvecklingen i Mörbylånga socken 1750–1990                                                    | Befolkningsutvecklingen i Mörbylånga socken 1750–1990 | Befolkningsutvecklingen i Mörbylånga socken 1750–1990 | Befolkningsutvecklingen i Mörbylånga socken 1750–1990 | Befolkningsutvecklingen i Mörbylånga socken 1750–1990 |
| --- | ----------------------------------------------------- | ----------------------------------------------------- | ----------------------------------------------------- | ----------------------------------------------------- |
| |                                                       |                                                       |                                                       |                                                       |
| År |                                                       |                                                       | Folkmängd                                             |                                                       |
| 1750 | 1750                                                  |                                                       | 370                                                   |                                                       |
| 1760 | 1760                                                  |                                                       | 489                                                   |                                                       |
| 1769 | 1769                                                  |                                                       | 523                                                   |                                                       |
| 1780 | 1780                                                  |                                                       | 536                                                   |                                                       |
| 1790 | 1790                                                  |                                                       | 527                                                   |                                                       |
| 1800 | 1800                                                  |                                                       | 565                                                   |                                                       |
| 1810 | 1810                                                  |                                                       | 503                                                   |                                                       |
| 1820 | 1820                                                  |                                                       | 546                                                   |                                                       |
| 1830 | 1830                                                  |                                                       | 638                                                   |                                                       |
| 1840 | 1840                                                  |                                                       | 749                                                   |                                                       |
| 1850 | 1850                                                  |                                                       | 750                                                   |                                                       |
| 1860 | 1860                                                  |                                                       | 840                                                   |                                                       |
| 1870 | 1870                                                  |                                                       | 955                                                   |                                                       |
| 1880 | 1880                                                  |                                                       | 1 109                                                 |                                                       |
| 1890 | 1890                                                  |                                                       | 929                                                   |                                                       |
| 1900 | 1900                                                  |                                                       | 820                                                   |                                                       |
| 1910 | 1910                                                  |                                                       | 1 089                                                 |                                                       |
| 1920 | 1920                                                  |                                                       | 1 293                                                 |                                                       |
| 1930 | 1930                                                  |                                                       | 1 489                                                 |                                                       |
| 1940 | 1940                                                  |                                                       | 1 555                                                 |                                                       |
| 1950 | 1950                                                  |                                                       | 1 612                                                 |                                                       |
| 1960 | 1960                                                  |                                                       | 1 570                                                 |                                                       |
| 1970 | 1970                                                  |                                                       | 1 526                                                 |                                                       |
| 1980 | 1980                                                  |                                                       | 2 019                                                 |                                                       |
| 1990 | 1990                                                  |                                                       | 2 136                                                 |                                                       |
| Anm: Källor: Umeå universitet - Tabellverket 1749-1859, Demografiska databasen, CEDAR, Umeå universitet. |                                                       |                                                       |                                                       |                                                       |

### Fotnoter
1. 1 2 3  ”Mörbylånga socken”. Svensk Uppslagsbok. Arkiverad från originalet den 18 april 2013. https://archive.is/20130418104824/http://svenskuppslagsbok.se/scans/band_20/0791_0792-0020.jpg. Läst 26 juli 2011.
2. 1 2  Harlén, Hans; Harlén Eivy (2003). Sverige från A till Ö: geografisk-historisk uppslagsbok. Stockholm: Kommentus. Libris 9337075. ISBN 91-7345-139-8
3. 1 2  Det medeltida Sverige 4:3 Öland
4. ↑  ”Församlingar”. Statistiska centralbyrån. https://www.scb.se/hitta-statistik/regional-statistik-och-kartor/regionala-indelningar/forsamlingar/. Läst 30 december 2022.
5. ↑  Administrativ historik för Mörbylånga socken (Klicka på församlingsposten). Källa: Nationella arkivdatabasen, Riksarkivet.
6. 1 2  Sjögren, Otto (1931). Sverige geografisk beskrivning del 2 Östergötlands, Jönköpings, Kronobergs, Kalmar och Gotlands län. Stockholm: Wahlström & Widstrand. Libris 9939
7. 1 2 3  Nationalencyklopedin
8. ↑  Fornlämningar, Statens historiska museum: Mörbylånga socken
9. ↑  Fornminnesregistret, Riksantikvarieämbetet: Mörbylånga socken Fornminnen i socknen erhålls på kartan genom att skriva in sockennamn (utan "socken") i "Ange geografiskt område"